# Eva Ailloud
Pour les articles homonymes, voir Ailloud.
Eva Ailloud, née le 25 juin 1990, est une coureuse cycliste française, spécialiste du BMX.

## Biographie
Durant sa carrière, Eva Ailloud s'entraine à Cavaillon, dans le sud de la France, mais est licenciée au club de BMX de Compiègne-Clairoix. En 2008, elle devient championne de France de BMX cruiser (roue de 24 pouces). Elle est également médaillée de bronze du championnat du monde cruiser juniors (moins de 19 ans).
En 2009, à 19 ans, pour sa première saison chez les élites, elle est à nouveau championne de France de BMX cruiser. Elle se révèle au niveau international en étant vice-championne du monde de BMX derrière Sarah Walker et en terminant deuxième de la Coupe du monde de BMX derrière sa compatriote Laëtitia Le Corguillé. Elle est également championne d'Europe de BMX.
En 2012, elle devient championne d'Europe de BMX. Aux mondiaux de Birmingham, elle décroche l'argent sur la course BMX (derrière sa compatriote Magalie Pottier) et le bronze du contre-la-montre. Elle n'est sélectionnée que comme remplacante aux Jeux olympiques de Londres et ne participe pas à la compétition,.
En 2015, après trois deuxièmes places les années précédentes, elle remporte deux titres nationaux. Alors qu'elle vise les Jeux olympiques de Rio en 2016, elle chute à l'entraînement en mars 2016 et souffre de trois fractures au métacarpe. Elle échoue à se qualifier pour les championnats du monde et de ce fait n'est pas sélectionnée pour les Jeux olympiques. En juin de la même année elle annonce arrêter sa carrière sportive.

## Vie privée
Elle a obtenu un diplôme de kinésithérapeute et exerce à Cavaillon.
Elle a deux enfants avec Sylvain André, également spécialiste du BMX. Celui-ci lui avait promis de la demander en mariage s'il devenait champion olympique  Paris en 2024, compétition où il a finalement pris la deuxième place sur podium 100% français.

## Palmarès en BMX

### Championnats du monde
- 2008
  -  Médaillée de bronze du BMX cruiser juniors
- 2009
  -  Médaillée d'argent du BMX
- 2012
  -  Médaillée d'argent du BMX
  -  Médaillée de bronze du contre-la-montre en BMX

### Coupe du monde
- 2009 : 2e du classement général, deux podiums

### Championnats d'Europe
- 2007
  -  Médaillée de bronze du BMX cruiser juniors
- 2008
  -  Championne d'Europe de BMX juniors
  -  Médaillée d'argent du BMX cruiser juniors
- 2009
  -  Championne d'Europe de BMX
- 2010
  -  Médaillée de bronze du BMX
- 2012
  -  Championne d'Europe de BMX

### Championnats de France
- 2008
  -  Championne de France de BMX cruiser
- 2009
  -  Championne de France de BMX cruiser
- 2012
  - 2e du BMX
- 2013
  - 2e du BMX
- 2014
  - 2e du BMX
- 2015
  -  Championne de France de BMX
  -  Championne de France du contre-la-montre en BMX